# Paul Wittgenstein
Pour les articles homonymes, voir Paul Wittgenstein (philosophe).
Paul Wittgenstein, né le 11 mai 1887 à Vienne (Autriche-Hongrie) et mort le 3 mars 1961 à Manhasset (État de New York), est un pianiste autrichien naturalisé américain en 1946.
Il perd son bras droit au cours de la Première Guerre mondiale, mais continue sa carrière de pianiste, commandant à cet effet plusieurs œuvres pour la main gauche aux plus illustres compositeurs de son temps.

## Biographie
Paul est le fils de l'industriel Karl Wittgenstein et d'une mère mélomane, Leopoldine. Son frère, le philosophe Ludwig Wittgenstein, naît deux ans plus tard et sera également épris de musique. Les parents Wittgenstein, mécènes, reçoivent régulièrement la visite des figures culturelles d'alors : Johannes Brahms, Gustav Mahler et Richard Strauss, avec lequel le jeune Paul joue en duo.
Paul Wittgenstein étudie le piano avec Malvine Bree et, plus tard, avec le virtuose polonais Theodor Leschetizky. Il fait ses débuts publics en 1913 et s'attire quelques critiques favorables. Cependant, l'année suivante, la première guerre mondiale éclate et il est appelé au combat. Blessé et capturé par la Russie au cours d'un assaut sur la Pologne, il doit être amputé de son bras droit. Pendant sa convalescence, il se forge la résolution de continuer le piano en utilisant seulement sa main gauche.
Après la fin de la guerre, Wittgenstein travaille intensément, arrange des pièces pour la main gauche seule et en apprend de nouvelles composées pour lui par son vieux maître Josef (qui était lui-même aveugle). Il peut alors reprendre ses concerts et retrouve la célébrité et l'admiration. Encouragé, il entre en contact avec de célèbres compositeurs et leur commande des œuvres,. Benjamin Britten, Paul Hindemith, Erich Wolfgang Korngold et Richard Strauss s'exécutent et lui écrivent des pièces. Korngold écrit pour lui son Concerto pour piano pour la main gauche, et Maurice Ravel lui écrit le Concerto pour la main gauche, grâce auquel Wittgenstein deviendra particulièrement célèbre, quoique son interprétation « libre » de la partition donnât lieu à de violentes disputes avec le compositeur. Sergueï Prokofiev compose également un concerto pour lui, le Quatrième Concerto, mais il ne plaît pas à Wittgenstein, qui ne le jouera jamais en public. Ce n'est qu'en 1956 que ce concerto sera créé à Berlin par Siegfried Rapp, pianiste allemand qui avait perdu son bras droit lors de la Seconde Guerre mondiale.
Plusieurs des morceaux commandés par Wittgenstein sont fréquemment exécutés aujourd'hui à deux mains. Ils ont été également joués par d'autres pianistes qui, pour une raison ou une autre, ont perdu l'utilisation de leur main droite, tels que Leon Fleisher et João Carlos Martins.

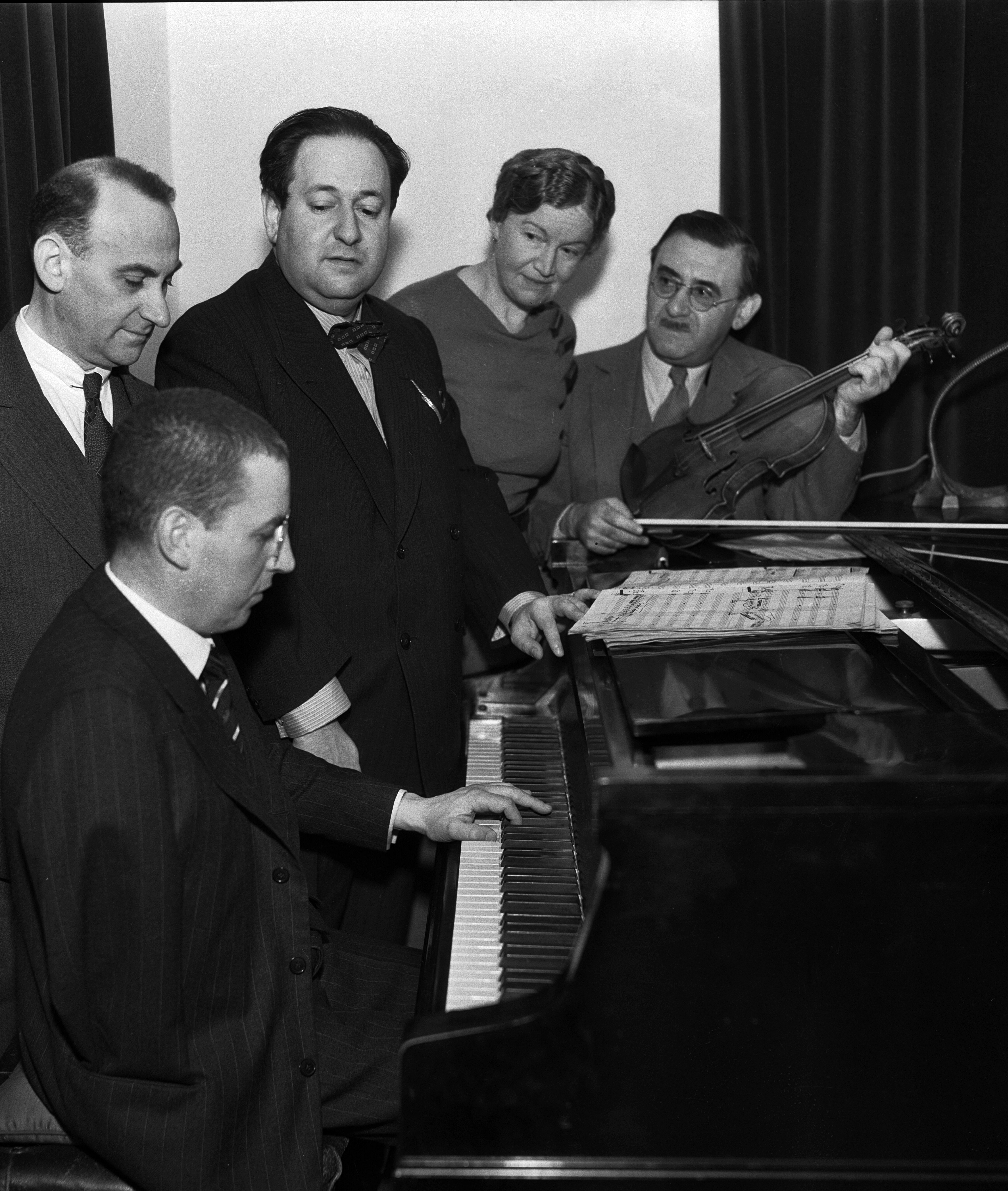
Paul Wittgenstein avec, de gauche à droite, Joseph Achron, Erich Wolfgang Korngold, Gertrude Ross et Lyham Noack en 1934.

Durant les années 1930, la famille de Wittgenstein, d'origine juive, convertie au christianisme depuis trois générations du côté paternel et deux générations du côté maternel, n'en craint pas moins les persécutions nazies. Après l’Anschluss, Paul tente en vain de persuader ses sœurs Hélène et Hermine de quitter Vienne, mais elles ne peuvent se résigner à quitter leurs demeures et à croire que leur famille puisse être considérée comme un danger. Ludwig, de son côté, vit déjà en Angleterre depuis quelques années (il acquiert la nationalité britannique en 1939) et Margarethe (Gretl) est mariée à un Américain. Paul quitte l'Autriche en 1938 pour les États-Unis au moment où il est interdit de représentations publiques. Tous trois emploient la fortune familiale afin d'obtenir le statut de non-juif pour leurs sœurs.
Il épouse à Cuba en 1940 une de ses élèves, Hilde Schania (1915-2001). Ils ont deux filles (nées avant leur mariage), Elizabeth et Johanna et un fils, Paul-Louis, né en 1941, qui vit aujourd'hui en Autriche.
Devenu citoyen américain en 1946, Paul Wittgenstein passe aux États-Unis le reste de sa vie, se consacrant à l'enseignement. Il meurt en 1961.

## Compositions pour Paul Wittgenstein
- Sergueï Bortkiewicz :
  - Klavierkonzert e-moll Nr. 2 für die linke Hand, op. 28 ; création à Vienne le 29 novembre 1923, chef d'orchestre : Eugen Papst.
- Rudolf Braun :
  - Konzert a-moll (1927/28).
- Walter Bricht :
  - Variations on an Old German Children Song pour piano (main gauche), flûte et violoncelle , op. 40 (1942).
- Benjamin Britten :
  - Diversions pour piano (main gauche) et orchestre, op. 21 (1940, rev. 1954) ; création le 16 janvier 1942 à Philadelphie, Academy of Music, The Philadelphia Orchestra, Eugene Ormandy.
- Hans Gál :
  - Klavierquartett A-Dur (1926/27) ; création 1928.
- Leopold Godowsky :
  - Symphonische Metamorphosen über den „Schatz-Walzer“ aus „Der Zigeunerbaron“ de Johann Strauss (mai 1928).
- Paul Hindemith :
  - Klaviermusik mit Orchester, op. 29 (1923) ; pas interprété par Wittgenstein; création le 9 décembre 2004 à Berlin ; Leon Fleisher, Berliner Philharmoniker, Simon Rattle[5].
- Erich Wolfgang Korngold :
  - Klavierkonzert für die linke Hand, op. 17 ; création à Vienne le 22 septembre 1924, Wiener Symphoniker, Erich Wolfgang Korngold
  - Suite für 2 Violinen, Violoncello und Klavier (linke Hand), op. 23 (1930) ; création le 21 octobre 1930 à Vienne, Mittlerer Konzerthaussaal, avec Paul Wittgenstein et le Rosé-Quartett.
- Josef Labor :
  - Variationen in D-Dur für Klavier linke Hand (1915)
  - Konzertstück für Klavier und Orchester Es-Dur (1923) ; création le 10 novembre 1923 au Konzerthaus de Vienne avec le Wiener Sinfonie-Orchester, dirigé par Rudolf Nilius.
- Sergueï Prokofiev :
  - Concerto pour piano n°4 op. 53 (1931) ; pas interprété par Wittgenstein.
- Maurice Ravel :
  - Concerto en Ré pour la main gauche (1929/30) ; création le 5 janvier 1932 à Vienne.
- Felix Rosenthal :
  - Romanze et Impromptu pour la main gauche. Pas d'interprétation de Wittgenstein connue.
- Moriz Rosenthal :
  - Neuer Wiener Carneval nach Themen von Johann Strauß für die linke Hand allein (avant 1935).
  - Fantasie über Gounods Faust (manuscrit non daté : „Paul Wittgenstein in Bewunderung zugeeignet von Moritz Rosenthal“).
  - Un poco serioso (manuscrit non daté avec annotations de Wittgenstein).
  - Air de Ballet, Pizzicato-Polka de Léo Delibes.
- Franz Schmidt :
  - Konzertante Variationen über ein Thema von Beethoven (1923) ; création le 25 février 1924 au Konzerthaus de Vienne avec le Wiener Sinfonie-Orchester, dirigé par Julius Prüwer.
  - Quintett für Klavier und Streichquartett G-Dur (1926).
  - Quintett für Klavier, Klarinette und Streichtrio B-Dur (1932) ; création le 16 mars 1933 au Wiener Konzerthaus, à la Schubert-Saal, avec le Sedlak-Winkler-Quartett, Leopold Wlach, clarinette, et Herbert Magg, violoncelle.
  - Klavierkonzert Es-Dur (1934).
  - Quintett für Klavier, Klarinette und Streichtrio A-Dur (1938).
  - Toccata d-moll für Klavier linke Hand alleine (1938).
- Eduard Schütt :
  - Paraphrase für Klavier und Orchester (1929) ; création le 27 juin 1929 à Vienne.
- Henry Selbing :
  - Acht leichte und mittelschwere, instruktive und melodische Vortragsstücke für Klavier linke Hand allein.
- Richard Strauss :
  - Parergon zur Sinfonia Domestica (1924/25) ; création le 6 octobre 1925 à Dresde.
  - Panathenäenzug. Sinfonische Etüden in Form einer Passacaglia für Klavier (linke Hand) und Orchester, op. 74 bzw. TrV 254 (1927) ; création le 16 janvier 1928 à Berlin.
  - Übungen für die linke Hand (1926).
- Jenő Takács :
  - Toccata und Fuge, op. 56 (1951).
- Alexandre Tansman :
  - Konzertstück für die linke Hand (1943).
- Ernest Walker :
  - Variations on an Original Theme for piano, clarinet and string trio, o. op. (1933).
  - Study for the Left Hand, op. 47 (1931).
  - Prelude (Larghetto), op. 61 (1935).
- Karl Weigl :
  - Konzert für Klavier linke Hand und Orchester (1924).
- Juliusz Wolfsohn :
  - Transcription du Beau Danube bleu pour la main gauche (vers 1930).